# Luana Piovani
Luana Elídia Afonso Piovani (phát âm tiếng Bồ Đào Nha: [luˈɐnɐ eˈlidʒ‿ɐˈfõsu pioˈvɐni], sinh ngày 29 tháng 8 năm 1976)  là một nữ diễn viên và cựu người mẫu Brazil.

## Nghề nghiệp
Piovani bắt đầu sự nghiệp với tư cách là một người mẫu của Ford Model Agency vào năm 1990 và một năm sau đó đã dành thời gian làm việc tại Nhật Bản.
Sự xuất hiện trên truyền hình đầu tiên của Piovani là trong miniseries Sex Appeal năm 1992, trên Rede Globo. Cô cũng có một vai trò trong sê-ri Vocal Quyết định. Vai diễn opera xà phòng đầu tiên của cô là Quatro por Quatro năm 1994. Piovani xuất hiện trong bộ phim Super Colosso của Luis Ferré  và xuất hiện đặc biệt trong loạt phim A Comédia da Vida Privada. Vở kịch đầu tiên của cô là Nó de Gravata, vào năm 1996.
Năm 1997, Piovani được tạp chí VIP của Editora Abril bầu chọn là người phụ nữ quyến rũ nhất thế giới. Cùng năm đó, cô đóng vai chính trong Malhação. Cô cũng xuất hiện trong D'Artagnan e os Três Mosqueteiros, Sai de Baixo, Mulher, Os Normais và Sítio do Picapau Amarelo (2001 TV series).
Năm 1999, cô sản xuất và đóng vai chính trong vở kịch AMIGAS. Ngoài ra, cô đã tổ chức chương trình Tudo de Bom, tại MTV Brasil và Giải thưởng Video âm nhạc của năm đó. Cô cũng đóng vai chính trong bộ phim thiếu nhi dài tập Alice in Wonderland. Cô cũng tham gia cùng dàn diễn viên Saia Justa, từ GNT (Globosat), cùng với các nữ tiếp viên Betty Lago (nữ diễn viên), Márcia Tiburi (triết gia) và Mônica Waldvogel (nhà báo).
Năm 2002, Luana xuất hiện tại Fashion Rio, sự kiện thời trang lớn nhất ở Mỹ Latinh, sau Tuần lễ thời trang São Paulo, nổi tiếng khi cô catwalk hoàn toàn khỏa thân trên thắt lưng, ôm ngực.
Năm 2006, bước ra khỏi hình ảnh pin-up của mình, Luana đã có cơ hội trong nhà hát thiếu nhi, sản xuất và đóng vai chính trong bộ phim O Pequeno Príncipe của Antoine de Saint Exupéry. Vở kịch là một hit với trẻ em.